# Банско
Ба́нско — город в юго-западной Болгарии, в Благоевградской области.
Население — 9254 жителей (на 15 марта 2016 года). Железнодорожная станция.
Расположен на высоте 936 м над уровнем моря у подножия Пиринских гор. Над городом на высоте 1063 м над уровнем моря река Демяница сливается с рекой Бындерица, образуя реку Глазне.

## История
Точная дата основания города неизвестна; археологические находки свидетельствуют о существовании поселений в этих местах уже во времена поздней Римской империи.
В 1868 году в Банско была основана первая протестантская церковная община в Болгарии.
До 1912 года Банско входил в состав Османской империи (при этом обладая некоторой автономией, дарованной султаном). Город управлялся собранием старейшин, в то время как судебная власть принадлежала турецкому судье, располагавшемуся в городе Разлоге.
В 1912 году в результате Первой Балканской войны Банско вошёл в состав независимой Болгарии. Первым кметом (мэром) города стал Асен Тодев.

## Известные уроженцы, жители
Златев, Иван (род. 1990, Банско, Благоевградская область) — болгарский биатлонист, участник Зимних Олимпийских игр в Сочи.

## Экономика
Экономическая активность в городе сконцентрирована в сфере услуг и обслуживании туристов (действуют многочисленные рестораны-механы, отели и т. п.). Сейчас Банско — быстро развивающийся центр зимних видов спорта (горнолыжный спорт, сноуборд); в городе строятся многочисленные гостиницы; лыжные трассы расположены к югу от города, на отрогах горы Тодорка. В 2003 году был построен современный гондольный подъёмник, доставляющий горнолыжников в зону катания. Проводятся этапы Кубка мира по горнолыжному спорту. В марте 2021 году в Банско прошёл чемпионат мира по горнолыжному спорту среди юниоров. В 2014 году курорт в Банско был назван самым низкобюджетным горнолыжным курортом в мире.
В летнее время склоны Пиринских гор в районе Банско популярны у любителей туризма, маунтинбайка и др.

## Достопримечательности, известные люди
В городе хорошо сохранилась гражданская застройка XVII—XIX веков с особенностями, присущими традиционной архитектуре. В центре города — Церковь Святой Троицы (1835 год). В городе и вблизи него — многочисленные минеральные источники.
Банско — родина болгарского поэта Николы Вапцарова, народного просветителя Паисия Хилендарского и актрисы Магды Колчаковой. Работает дом-музей Николы Вапцарова, а также исторический музей. В летнее время проводится джазовый фестиваль.
В окрестностях города имеются памятники эпохи неолита, а также термальные источники.

## Политическая ситуация
Кмет (мэр) общины Банско — Иван Кадев.